# 乔治·克莱格霍恩
乔治·克莱格霍恩（英語：George Cleghorn，1716年—1789年）是一位苏格兰医生，是最早介绍疟疾发热方式的医生。